# فلوريس الخامس، كونت هولندا
فلوريس الخامس (24 يونيو 1254 – 27 يونيو 1296) حكم ككونت هولندا ومقاطعة زيلاند منذ 1256 حتى 1296. وقد تم توثيق حياته بالتفصيل في Rijm Kroniek من ميليس ستوك، المزامن له. كان معظم عهده سلمي، وإليه يرجع الفضل في تحديث الإدارة، وسياسات تفيد التجارة والتي تعمل عادة في مصالح الفلاحين له على حساب النبلاء، واستصلاح الأراضي من البحر. ووفاته الدرامية، التي خططها له الملك إدوارد الأول ملك إنجلترا وجاي، كونت فلاندرز جعلت منه بطلاً في هولندا.